# 守随武雄
守随 武雄（しゅずい たけお、1937年7月28日 - ）は、日本の経営者。日本ビクター社長を務めた。

## 来歴・人物
東京都出身。1961年に慶應義塾大学法学部政治学科を卒業し、同年に松下電器産業に入社。1993年6月に取締役に就任し、1994年6月には日本ビクター社長に就任。2001年6月に顧問に就任。